# Куперс-Таун
Куперс-Таун (англ. Coopers Town) — город в составе Содружества Багамских Островов, на острове Большой Абако.
Расположен в самой северной части острова. Основан в конце 1870-х годов членами семьи Альберта Бутла, выходца с Большого Багамы. Первоначально в Куперс-Тауне выращивались ананасы, был налажен сбор морских губок, однако к концу XX века спрос на них практически сошёл на нет. Причиной тому стало отсутствие естественной гавани в районе города.
В Куперс-Тауне провёл своё детство будущий премьер-министр страны в 1992—2002 и 2007—2012 годах Хьюберт Ингрэм.